# Myelitis transversa
Myelitis transversa (TM) is een zeldzame neurologische aandoening waarbij het ruggenmerg ontstoken is. Transversaal houdt in dat de ontsteking zich horizontaal over het ruggenmerg uitstrekt. Gedeeltelijke transversale myelitis en gedeeltelijke myelitis zijn termen die soms worden gebruikt om een ontsteking aan te duiden die slechts een deel van de breedte van het ruggenmerg aantast.
TM wordt gekenmerkt door zwakte en gevoelloosheid van de ledematen, gebrek aan gevoel en motorische vaardigheden, incontinentie en disfunctie van het autonome zenuwstelsel die kunnen leiden tot episodes van hoge bloeddruk. Tekenen en symptomen variëren afhankelijk van het aangetaste niveau van het ruggenmerg. De onderliggende oorzaak van TM is onbekend. De ontsteking van het ruggenmerg die bij TM wordt gezien, is in verband gebracht met verschillende infecties, stoornissen van het immuunsysteem of schade aan zenuwvezels door verlies van myeline. In tegenstelling tot leukomyelitis, die alleen de witte stof aantast, treft het de gehele dwarsdoorsnede van het ruggenmerg. Verminderde elektrische geleidbaarheid in het zenuwstelsel kan het gevolg zijn. 
In 2022 werd duidelijk dat myelitis transversa voorkomt als zeldzame bijwerking bij enkele coronavaccins. Het EMA heeft besloten myelitis transversa op te nemen als bijwerking in de bijsluiters van het AstraZeneca (Vaxzevria) en het Janssen vaccin.